# Малатеста, Джанчотто
Джанчотто (Джованни) Малатеста (Gianciotto (Giovanni) Malatesta), Джанне Хромой («Gianne lo sciancato») (1240/1244 — 1304) — итальянский кондотьер, подеста Пезаро (1288—1304).
Сын Малатеста да Веруккьо. С рождения страдал хромотой, отсюда прозвище.
С юного возраста вместе с отцом участвовал в феодальных войнах.
В 1288 году, когда Малатеста были изгнаны из Римини, избран подеста Пезаро, и потом 4 раза переизбирался на этот пост, который занимал до самой смерти.
Известен как талантливый полководец.
В 1283 или 1284 году убил жену — Франческу да Римини — и брата — Паоло, — заподозрив их в адюльтере.
Вторым браком был женат на Цамбразине деи Цамбрази ди Фаэнца. От неё дети:
- Ренгардучча
- Маргарита
- Малатестино (ум. 1319)
- Конкордия
- Гвидо, монах
- Рамберто (ум. 1330).